# Synsphyronus silveirai
Synsphyronus silveirai är en spindeldjursart som beskrevs av Harvey 1987. Synsphyronus silveirai ingår i släktet Synsphyronus och familjen gammelekklokrypare. Inga underarter finns listade i Catalogue of Life.